# Luca-Milan Zander
Luca-Milan Zander (Weyhe, 9 agosto 1995) è un calciatore tedesco, difensore del BW Lohne.

## Caratteristiche tecniche
È un terzino destro.

## Carriera
Cresciuto nel settore giovanile del Werder Brema, ha esordito in prima squadra il 26 settembre 2015 disputando l'incontro di Bundesliga perso 3-0 contro il Bayer Leverkusen. Il 19 giugno 2017 è stato ceduto in prestito al St. Pauli per due stagioni, trasferimento diventato definitivo il 23 maggio 2019.

## Statistiche
Statistiche aggiornate all'8 luglio 2020.

### Presenze e reti nei club
| Stagione               | Squadra                | Campionato             | Campionato | Campionato | Coppe nazionali | Coppe nazionali | Coppe nazionali | Coppe continentali | Coppe continentali | Coppe continentali | Altre coppe | Altre coppe | Altre coppe | Totale | Totale | Totale |
| Stagione               | Squadra                | Comp                   | Pres       | Reti       | Comp            | Pres            | Reti            | Comp               | Pres               | Reti               | Comp        | Pres        | Reti        | Pres   | Reti   |        |
| ---------------------- | ---------------------- | ---------------------- | ---------- | ---------- | --------------- | --------------- | --------------- | ------------------ | ------------------ | ------------------ | ----------- | ----------- | ----------- | ------ | ------ | ------ |
| 2013-2014              | Werder Brema II        | RL                     | 12         | 0          |                 | -               | -               |                    | -                  | -                  |             | -           | -           | 12     | 0      |        |
| 2014-2015              | Werder Brema II        | RL                     | 4          | 0          |                 | -               | -               |                    | -                  | -                  |             | -           | -           | 4      | 0      |        |
| 2015-2016              | Werder Brema II        | 3L                     | 14         | 0          |                 | -               | -               |                    | -                  | -                  |             | -           | -           | 14     | 0      |        |
| 2016-2017              | Werder Brema II        | 3L                     | 31         | 0          |                 | -               | -               |                    | -                  | -                  |             | -           | -           | 31     | 0      |        |
| Totale Werder Brema II | Totale Werder Brema II | Totale Werder Brema II | 61         | 0          |                 | 0               | 0               |                    | -                  | -                  |             | -           | -           | 61     | 0      |        |
| 2015-2016              | Werder Brema           | BL                     | 2          | 0          | CG              | 0               | 0               |                    | -                  | -                  |             | -           | -           | 2      | 0      |        |
| 2017-2018              | St. Pauli              | 2L                     | 18         | 0          | CG              | 0               | 0               |                    | -                  | -                  |             | -           | -           | 18     | 0      |        |
| 2018-2019              | St. Pauli              | 2L                     | 12         | 0          | CG              | 0               | 0               |                    | -                  | -                  |             | -           | -           | 12     | 0      |        |
| 2019-2020              | St. Pauli              | 2L                     | 17         | 0          | CG              | 0               | 0               |                    | -                  | -                  |             | -           | -           | 17     | 0      |        |
| Totale carriera        | Totale carriera        | Totale carriera        | 110        | 0          |                 | 0               | 0               |                    | -                  | -                  |             | -           | -           | 110    | 0      |        |